# Lovecraft Country (Fernsehserie)
Lovecraft Country ist eine US-amerikanische Horrorserie nach einer Idee von Misha Green, basierend auf einer gleichnamigen Romanvorlage von Matt Ruff. Produziert wird die Serie u. a. von Jordan Peele und J. J. Abrams. Die zehn Folgen umfassende einzige Staffel wurde erstmals ab August 2020 bei HBO und bei Sky ausgestrahlt.

## Handlung
Der Afroamerikaner Atticus Freeman hat einen kryptischen Brief von seinem Vater Montrose erhalten, in dem er ihn auf ein „geheimes Erbe seiner Familie“, ein Geburtsrecht, das ihnen vorenthalten wurde, hinweist. So macht er sich Mitte der 1950er Jahre nach dem Verschwinden seines Vaters in Begleitung seines Onkels George, der den „Safe Negro Travel Guide“ geschrieben hat, und seiner Jugendfreundin Letitia auf die Suche nach diesem in Richtung Massachusetts. Mit der Hilfe von Georges Buch können schwarze Reisende während der Jim-Crow-Ära in den Vereinigten Staaten Tankstellen, Werkstätten, Gaststätten und Quartiere finden, die sie nicht abweisen. Sie reisen durch die USA, und die Spur führt ins Lovecraft Country in Neuengland, genauer nach Ardham, wo es zu dieser Zeit die schärfsten Rassengesetze gibt. Das schlossähnliche Anwesen der einflussreichen Familie Braithwhite, blonder und blauäugiger Superweißer, entpuppt sich als Heimstatt einer rassistischen Geheimloge, der „Sons of Adam“. Während Vater Titus den ominösen Geheimbund leitet, fährt seine Tochter Christina in einem silbernen Rolls-Royce Sedanca durch die Gegend.
Neben den weißen Suprematisten müssen sich die drei in der Gegend völlig Fremden gegen Gestaltwandler, Dämonen und Monster, die direkt dem Meer zu entstiegen scheinen, wehren. Weil Atticus die Pulpgeschichten von H. P. Lovecraft und Edgar Rice Burroughs liebt, auch wenn in diesen stets Weiße die Helden sind, stellen solche finsteren Gestalten für ihn nichts völlig Neues dar.

## Besetzung und Synchronisation
Die deutsche Synchronisation entstand nach einem Dialogbuch von Marina Rehm und der Dialogregie von Benedikt Rabanus im Auftrag der FFS Film- & Fernseh-Synchron GmbH, München.

### Hauptbesetzung
| Schauspieler        | Bild                | Rolle                                                                                      | Hauptrolle (Folgen) | Synchronsprecher    |
| ------------------- | ------------------- | ------------------------------------------------------------------------------------------ | ------------------- | ------------------- |
| Jonathan Majors     | Jonathan Majors     | Atticus „Tic“ Freeman                                                                      | 1.01–1.10           | Leonard Hohm        |
| Jurnee Smollett     | Jurnee Smollett     | Letitia „Leti“ Lewis, die Jugendfreundin von Atticus                                       | 1.01–1.10           | Stefanie Dischinger |
| Courtney B. Vance   | Courtney B. Vance   | George Freeman, der Onkel von Atticus und Autor des „Safe Negro Travel Guide“              | 1.01–1.02, 1.07     | Thomas Albus        |
| Abbey Lee           | Abbey Lee           | Christina Braithwhite, die Tochter von Titus Braithwhite, des Anführers der „Sons of Adam“ | 1.01–1.10           | Anna Ewelina        |
| Michael K. Williams | Michael K. Williams | Montrose Freeman, Atticus’ Freemans verschollener Vater                                    | 1.02–1.10           | Markus Pfeiffer     |
| Aunjanue Ellis      | Aunjanue Ellis      | Hippolyta Freeman, Atticus’ Tante                                                          | 1.01–1.10           | Bettina Redlich     |
| Jamie Harris        |                     | Sheriff Eustace Hunt                                                                       | 1.01–1.10           | Thomas Darchinger   |
| Wunmi Mosaku        | Wunmi Mosaku        | Ruby Baptiste                                                                              | 1.01–1.10           | Kathrin Gaube       |
| Jamie Chung         | Jamie Chung         | Ji-Ah, Krankenpflegerin in Korea, während Atticus’ Zeit im Koreakrieg                      | 1.01–1.10           | Rubina Nath         |
| Jada Harris         |                     | Diana Freeman, Georges Tochter                                                             | 1.01–1.10           |                     |

### Nebenfiguren
| Schauspieler         | Rolle                    | Synchronsprecher  |
| -------------------- | ------------------------ | ----------------- |
| Jordan Patrick Smith | William                  | Martin Bonvicini  |
| Jamie Neumann        | Dell / Hillary           | Stephanie Kellner |
| Mac Brandt           | Captain Seamus Lancaster |                   |
| Alex Collins         | Crane                    |                   |
| Jon Hudson Odom      | Sammy                    | René Oltmanns     |
| Joaquina Kalukango   | Hanna                    |                   |
| Erica Tazel          | Dora                     | Andrea Wick       |
| Jonathon Pawlowski   | Burke                    |                   |
| Deron J. Powell      | Tree                     | Stefan Günther    |
| Demetrius Grosse     | Marvin Baptiste          | Sebastian Winkler |

## Produktion

### Entstehungsgeschichte

Karte des Lovecraft Country

Im Mai 2017 wurde bekannt, dass sich Jordan Peeles Produktionsfirma Monkeypaw Productions, J. J. Abrams’ Bad Robot und Warner Bros. Television für HBO einer Serienadaption von Matt Ruffs Horrorroman Lovecraft Country annehmen werden. In der gleichnamigen Romanvorlage von Matt Ruff geht um den 22-Jährigen Atticus Black, der sich in den 1950ern gemeinsam mit seiner Kindheitsfreundin Letitia und seinem Onkel George auf die Suche nach seinem Vater begibt. Sie müssen sich auf ihrer Reise sowohl mit den alltäglichen Schrecken des weißen Amerikas, als auch mit bösartigen Geistern herumschlagen, die direkt aus den gruseligen Geschichten zu stammen scheinen, in die George ganz vernarrt ist. Die deutsche Übersetzung des im Original bereits 2016 erschienenen Romans wurde im Mai 2018 bei Hanser veröffentlicht.
Lovecraft Country erzählt auch die Geschichte eines Überlebenskampfes in den rassistischen USA zur Zeit der Jim Crow-Gesetze, die die Segregation von Schwarzen und Weißen vorsahen. Die Figuren werden mit dem Terror der Rassentrennung konfrontiert und erleben den Horror mit einem Sci-Fi-Twist à la H. P. Lovecraft, so Elisabeth Korn von Moviepilot, und die thematischen Ähnlichkeiten zu Peeles Film Get Out seien schwer zu übersehen.
Wie der gleichnamige Roman besteht die Serie aus lose verknüpften Kapiteln, in denen Atticus in immer neue übernatürliche Verwicklungen um eine Loge aus Zauberern gerät, die ihn in ein Spukhaus oder in ein unterirdisches Labyrinth führen, dennoch setze die Serie aber eigene Akzente, so Sofia Glasl vom Filmdienst. Robert Lloyd schreibt in der Los Angeles Times, wie Ruffs Buch, das aus einer Reihe miteinander verbundener Kurzgeschichten besteht, habe auch die Serie eine semi-anthologische Struktur, die mit verschiedenen Arten von Geschichten und Stimmungen spielt.
Die Schöpferin und Showrunnerin der Serie ist Misha Green. Bei der ersten Folge führte der Franzose Yann Demange Regie, bei den beiden weiteren Folgen Daniel Sackheim.
Die Musik komponierten Laura Karpman und Raphael Saadiq. Das Soundtrack-Album wurde am 19. Oktober 2020 von WaterTower Music als Download veröffentlicht. Auf diesem finden sich Songs, die von den Darstellern Wunmi Mosaku und Jurnee Smollett gesungen werden und auch die Coverversion von Alice Smiths Sinnerman.
Im Juli 2021 gab HBO bekannt, dass die Serie nicht für eine zweite Staffel verlängert wird.

### Titel
Lovecraft Country ist neben dem Titel von Ruffs Roman in den Erzählungen von H. P. Lovecraft und seinem Cthulhu-Mythos auch ein von ihm erfundener und später nach ihm benannter Landstrich in Massachusetts. Dort befindet sich auch die fiktive Stadt Innsmouth. Die ausführlichste Beschreibung der Stadt und ihrer Geschichte findet sich in seiner 1931 entstandenen Erzählung Schatten über Innsmouth (Originaltitel The Shadow Over Innsmouth), die 1936 zum ersten Mal veröffentlicht wurde. Ebenso liegt Arkham im Lovecraft Country. Die Stadt Salem soll ihr als Vorbild gedient haben. Auch Arkham kommt in zahlreichen Erzählungen des Autors vor, die sich um den Cthulhu-Mythos ranken. Arkham (für Arkham Asylum) ist zudem ein wichtiger Ort in Gotham City im Batman-Universum. In der Serie wird hieraus Ardham.

### Marketing und Veröffentlichung
Anfang Mai 2020 wurde der erste Trailer vorgestellt. Die zehn Folgen umfassende einzige Staffel feierte am 16. August 2020 bei HBO Premiere. Seit 17. August 2020 ist die Serie in der englischen Originalfassung in Deutschland auf Sky Ticket, in Österreich auf Sky X und über Sky Q auf Abruf verfügbar. Die deutsche Version startete am 13. November 2020 auf Sky Atlantic.

## Episodenliste
| Nr. | Deutscher Titel            | Originaltitel         | Erstausstrahlung USA | Deutschsprachige Erstausstrahlung (D/A/CH) | Regie              | Drehbuch                                              |
| --- | -------------------------- | --------------------- | -------------------- | ------------------------------------------ | ------------------ | ----------------------------------------------------- |
| 1   | Sonnenuntergang            | Sundown               | 16. Aug. 2020        | 13. Nov. 2020                              | Yann Demange       | Misha Green                                           |
| 2   | Das Vermächtnis            | Whitey’s on the Moon  | 23. Aug. 2020        | 13. Nov. 2020                              | Daniel Sackheim    | Misha Green                                           |
| 3   | Das Winthrop-Haus          | Holy Ghost            | 30. Aug. 2020        | 20. Nov. 2020                              | Daniel Sackheim    | Misha Green                                           |
| 4   | Eine Geschichte der Gewalt | A History of Violence | 6. Sep. 2020         | 20. Nov. 2020                              | Victoria Mahoney   | Misha Green Idee: Wes Taylor                          |
| 5   | Die Verwandlung            | Strange Case          | 13. Sep. 2020        | 27. Nov. 2020                              | Cheryl Dunye       | Misha Green, Jonathan I. Kidd & Sonya Winton-Odamtte  |
| 6   | Kumiho                     | Meet Me in Daegu      | 20. Sep. 2020        | 27. Nov. 2020                              | Helen Shaver       | Misha Green & Kevin Lau                               |
| 7   | Ich bin.                   | I am.                 | 27. Sep. 2020        | 4. Dez. 2020                               | Charlotte Sieling  | Misha Green & Shannon Houston                         |
| 8   | Schutzzauber               | Jig-A-Bobo            | 4. Okt. 2020         | 4. Dez. 2020                               | Misha Green        | Misha Green & Ihuoma Ofordire                         |
| 9   | Tulsa, 1921                | Rewind 1921           | 11. Okt. 2020        | 11. Dez. 2020                              | Jeffrey Nachmanoff | Misha Green, Jonathan I. Kidd & Sonya Winton-Odamtten |
| 10  | Blutopfer                  | Full Circle           | 18. Okt. 2020        | 11. Dez. 2020                              | Nelson McCormick   | Misha Green Idee: Misha Green & Ihuoma Ofordire       |

## Rezeption

### Kritiken
Die erste und einzige Staffel der Serie konnte 88 Prozent der Kritiker bei Rotten Tomatoes überzeugen, womit sie aus den 21. Annual Golden Tomato Awards als Sieger der Science-Fiction- und Fantasy-Serien des Jahres 2020 hervorging. Immer wieder wurden hierbei Parallelen zur Superheldensaga Watchmen bemerkt, HBOs jüngsten Mix aus Gesellschaftskritik und fantastischen Elementen, bei dem die legendäre Graphic Novel mit realen Ereignissen der afroamerikanischen Geschichte überschrieben wurde.
Der Kritiker Brian Tallerico nennt Lovecraft Country eine wunderbar unterhaltsame Serie, die auf unerwartete Weise gleichermaßen blutig und sexy sei und an den weiteren HBO-Smash-Hit True Blood erinnere, aber auch an alte Abenteuerserien. Jede Episode von Lovecraft Country spiele mit Dualitäten, so einerseits mit dem legendären Monster-Storytelling des HP Lovecraft-Modells, andererseits werde dieses mit den Geschichten rassistischer Gewalt verflochten, und damit in die US-Geschichte. H. P. Lovecrafts Darstellung des wahren Schreckens, der sich unter dem lächelnden Gesicht des Landes verbirgt, lässt Tallerico die Frage stellen, ob es einen besseren Schriftsteller geben könnte, durch den man die derzeitigen systemischen Probleme in der Geschichte dieses Landes aufdecken kann.

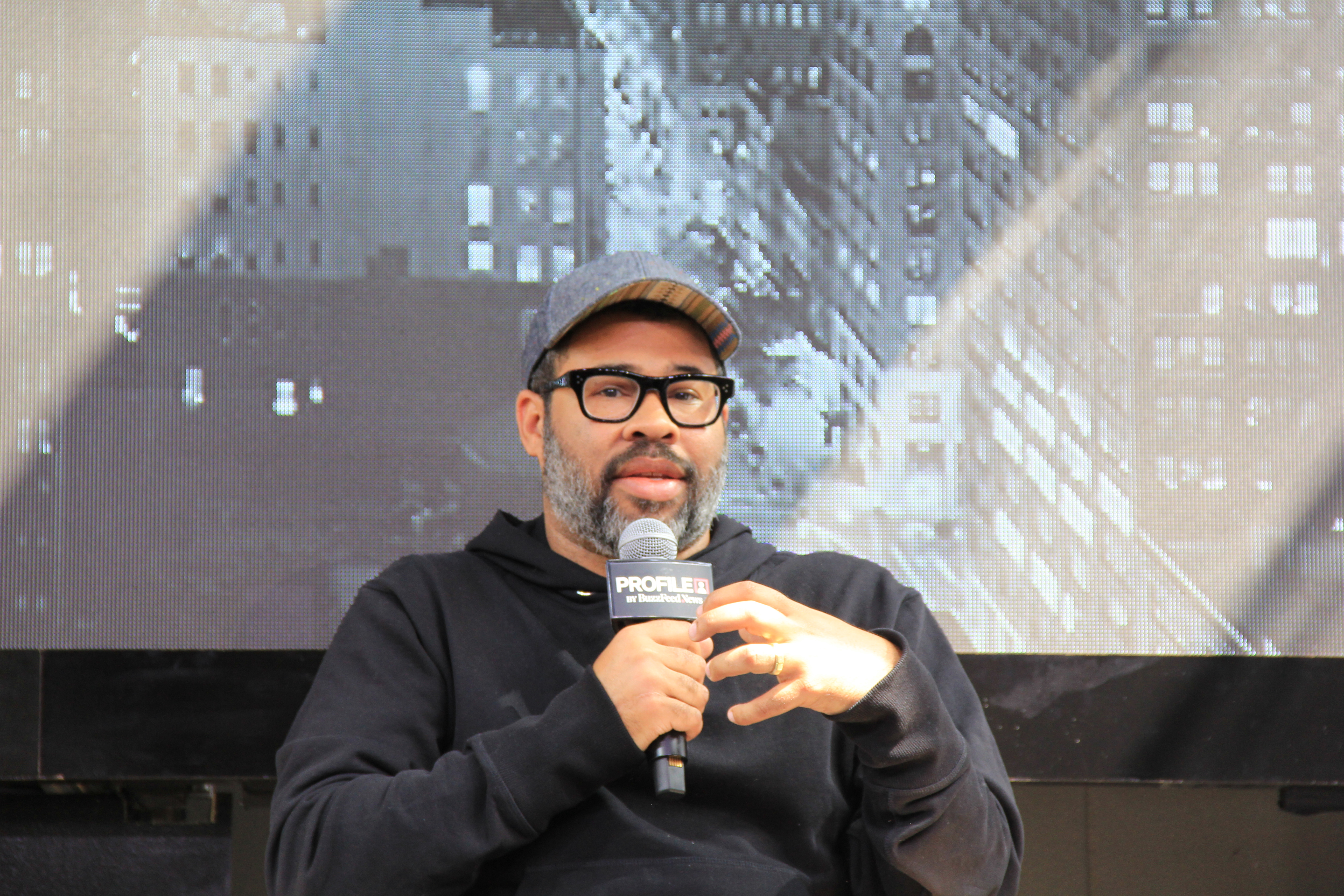
Der Produzent der Serie Jordan Peele (2019)

Sofia Glasl vom Filmdienst schreibt, es mangele der Serie nicht an rasanten und bisweilen überraschend blutigen Actionszenen, die sich sehr kurzweilig in das einer Anthologie ähnelnde Format einfügen. Die übersichtliche Jump’n’Run-Dramaturgie lasse dabei durchaus Platz für weitere Reflexionsebenen, die das Drehbuch kunstvoll in die Handlung webe. Über die Einflechtung eines Horrors des alltäglichen wie des systemischen Rassismus wie in Jordan Peeles Get Out oder Wir sagt Glasl, in Lovecraft Country gehe es eher darum, die reale Angst zu vermitteln, die auf Schwarzen lastete, wenn sie beispielsweise in den sogenannten „Sundown Towns“ vor Sonnenuntergang von der Straße verschwunden sein mussten. Wie aktuell Lovecraft Country ist, obwohl in den 1950er-Jahren angesiedelt, werde in kleinen, wunderbar filmisch konzipierten Details deutlich, so etwa durch eine Werbetafel für „Aunt Jemima’s Pankakes“, die bis ins Jahr 2020 mit einer schwarzen Frau im Logo warben und dieses rassistische Stereotyp erst nach den Protesten nach dem Tod des Afroamerikaners George Floyd entfernten.
Lili Hering beschreibt Lovecraft Country in Zeit Online als eine Mischung aus The Walking Dead, Poltergeist, Dr. Jekyll and Mr. Hyde und Beale Street, wenn die Serie klassischen Horror, Zombies und Geisterhäuser mit Sci-Fiction, Slasher, Action, Sozialkritik und ein bisschen Romanze verbinde, und das sehe alles wahnsinnig gut aus. Auch wenn die Serie mit dem Reiz eines schwarzen Superheldenepos spiele, sei sie aber vieles gleichzeitig, und es sei interessant, wie darin H. P. Lovecrafts offen geäußerter Rassismus verarbeitet wird: „Misha Green lässt seine Monster aus The Outsider and Others und vielen anderen Erzählungen auf Texte von James Baldwin treffen.“ Kathleen Hildebrand bemerkt in der Süddeutschen Zeitung,  so sei die Serie nicht nur Gesellschaftskommentar zu verstehen, sondern auch eine große, irre Feier des Horror-Genres.

### Auszeichnungen
Vom American Film Institute wird Lovecraft Country zu einer der zehn „Television Shows of the Year 2020“ gezählt. Im Folgenden eine Auswahl weiterer Nominierungen und Auszeichnungen.
Art Directors Guild Awards 2021
- Nominierung in der Kategorie One-hour Period or Fantasy Single-Camera-Series (Folge „I am.“, Kalina Ivanov)[33]

British Academy of Film and Television Arts Awards 2021
- Nominierung in der Kategorie International[34]

Critics’ Choice Super Awards 2021
- Auszeichnung als Beste Horrorserie
- Auszeichnung als Beste Schauspielerin in einer Horrorserie (Jurnee Smollett)
- Nominierung als Bester Schauspieler in einer Horrorserie (Jonathan Majors)
- Nominierung als Bester Schauspieler in einer Horrorserie (Michael K. Williams)
- Nominierung als Beste Schauspielerin in einer Horrorserie (Wunmi Mosaku)
- Nominierung als Bester Bösewicht in einer Serie (Abbey Lee)[35][36]

Critics’ Choice Television Awards 2021
- Nominierung als Beste Drarmaserie
- Nominierung als Bester Hauptdarsteller – Drama (Jurnee Smollett)
- Nominierung als Beste Hauptdarstellerin – Drama (Jonathan Majors)
- Auszeichnungen als Bester Nebendarsteller – Drama (Michael K. Williams)
- Nominierung als Beste Nebendarstellerin – Drama (Wunmi Mosaku)

Golden Globe Awards 2021
- Nominierung als Beste Serie – Drama

Hollywood Music in Media Awards 2021
- Nominierung für die Beste Musik – TV Show / Limited Series (Laura Karpman und Raphael Saadiq)
- Nominierung für die Bester Song – TV Show / Limited Series (“Tulsa, 1921 – Catch the Fire”, Laura Karpman, Raphael Saadiq und Janai Brugger)[37]

NAACP Image Awards 2021
- Nominierung als Beste Dramaserie
- Nominierung als Bester Serien-Hauptdarsteller – Drama (Jonathan Majors)
- Nominierung als Beste Serien-Hauptdarstellerin – Drama (Jurnee Smollett)
- Nominierung als Beste Serien-Nebendarstellerin – Drama (Aunjanue Ellis)
- Nominierung als Bester Gastauftritt – Comedy- oder Dramaserie (Courtney B. Vance)[38]

Primetime-Emmy-Verleihung 2021
- Nominierung als Beste Dramaserie
- Nominierung als Bester Hauptdarsteller – Dramaserie (Jonathan Majors)
- Nominierung als Beste Hauptdarstellerin – Dramaserie (Jurnee Smollett)
- Nominierung als Beste Nebendarstellerin – Dramaserie (Aunjanue Ellis)

Saturn Awards 2021
- Nominierung als Beste Horrorserie
- Nominierung als Bester TV-Hauptdarsteller (Jonathan Majors)

Screen Actors Guild Awards 2021
- Nominierung als Bestes Schauspielensemble in einer Dramaserie
- Nominierung als Bestes Stuntensemble in einer Fernsehserie[39]

Writers Guild of America Awards 2021
- Nominierung für das Beste Drehbuch – New Series (Misha Green, Shannon Houston, Jonathan Kidd, Kevin Lau, Ihuoma Ofordire, Wes Taylor und Sonya Winton)[40]